# Лычовка
Лычовка (укр. Личівка) — село в Волочисском районе Хмельницкой области Украины.
Расположено на левом берегу Бужка, левого притока Южного Буга.
Население по переписи 2001 года составляло 332 человека. Почтовый индекс — 31231. Телефонный код — 3845. Занимает площадь 1,92 км². Код КОАТУУ — 6820984302.

## Местный совет
31231, Хмельницкая обл., Волочисский р-н, с. Шмырки